# Governo Hong Song-nam II
Il governo Hong Song-nam II è stato il decimo esecutivo della Repubblica Popolare Democratica di Corea, in carica dal 5 settembre 1998 al 3 settembre 2003, col sostegno del Fronte Democratico per la Riunificazione della Patria.

## Appoggio parlamentare
| Assemblea popolare suprema | Assemblea popolare suprema                                                                                  | Seggi         |
| -------------------------- | --- | ------------- |
|                            | Partito del Lavoro di Corea Partito Socialdemocratico di Corea Partito Chondoista Chongu Totale maggioranza | 594 53 23 670 |
|                            | Chongryon Indipendenti Totale opposizione                                                                   | 7 10 17       |
| Totale                     | Totale | 687           |

| Assemblea popolare suprema | Assemblea popolare suprema                     | Seggi |
| -------------------------- | ---------------------------------------------- | ----- |
|                            | Partito del Lavoro di Corea Totale maggioranza | 649   |
|                            | Indipendenti Totale opposizione                | 38    |
| Totale                     | Totale                                         | 687   |